# 苗光
苗光（?—?），中国东汉宦官。
少帝刘懿死后，孙程谋立汉安帝的儿子濟陰王刘保为帝。孙程賦棗脯，又分给苗光，说：「以此為信物，今天晚上就要用到。」时间到了，苗光為尚席直事通燈，解劍放到外面，持燈进入章臺門，孙程等也进入。苗光走出門，想要取劍，王康喊他回来還，苗光不應。苗光得劍，想要回来，宫門已閉，苗光便守宜秋門，等到李閏來到，一起迎濟陰王到南宮雲臺。刘保即位为汉顺帝，下詔書錄功臣，令王康疏名，王康假说苗光入章臺門。苗光对王康说：「緩急有問，當相为證。」詔書封苗光为東阿侯，食邑四千戶，未受符策，苗光心里不自安，去黃門令那里坦白。有司上奏王康、苗光欺詐主上，汉顺帝詔書没有問责，于是封苗光为東阿侯，食邑千戶。